# Gerard Yantz
Gerard Anthony Yantz (* 27. Juni 1917 in New York City; † 21. Mai 1989 in Lansing, Michigan) war ein US-amerikanischer Handballspieler.

## Leben und Karriere
Yantz gehörte auf Vereinsebene dem German Sport Club aus Brooklyn an. Mit der US-amerikanischen Nationalmannschaft nahm er am olympischen Feldhandballturnier 1936 teil und wurde in allen drei Spielen gegen Ungarn (2:7), Deutschland (1:29) und Rumänien (3:10) eingesetzt.